# Puchar PZM na Żużlu 1965
Puchar Polskiego Związku Motorowego 1965 – 4. edycja zawodów żużlowych o przechodni Puchar Zarządu Głównego Polskiego Związku Motorowego w sezonie 1965. W tej edycji o puchar rywalizowały tylko drużyny najwyższej klasy rozgrywkowej. Rozegrano po 4 rundy dla każdej z grup. Podział grup był następujący: w Grupie I rywalizowały 4 najlepsze drużyny sezonu 1964, a w Grupie II - drużyny z miejsc 5-7 + beniaminek z sezonu 1964. W klasyfikacji generalnej zwyciężyli żużlowcy ROW Rybnik.

## Drużyny
| Grupa I - I Liga                                            | Grupa II - I liga                                                            |
| ----------------------------------------------------------- | ---------------------------------------------------------------------------- |
| Polonia Bydgoszcz Stal Gorzów Wlkp. Stal Rzeszów ROW Rybnik | Sparta Wrocław Śląsk Świętochłowice Wybrzeże Gdańsk Zgrzeblarki Zielona Góra |

## Rundy

### Grupa I
| Poz. | Klub              | Punkty |
| ---- | ----------------- | ------ |
| 1    | RKM Rybnik        | 44     |
| 2    | Stal Rzeszów      | 21     |
| 3    | Polonia Bydgoszcz | 17     |
| 4    | Stal Gorzów Wlkp. | 13     |

| Poz. | Klub              | Punkty |
| ---- | ----------------- | ------ |
| 1    | RKM Rybnik        | 34     |
| 2    | Stal Gorzów Wlkp. | 29     |
| 3    | Stal Rzeszów      | 21     |
| 4    | Polonia Bydgoszcz | 9      |

| Poz. | Klub              | Punkty |
| ---- | ----------------- | ------ |
| 1    | RKM Rybnik        | 46     |
| 2    | Stal Gorzów Wlkp. | 23     |
| 3    | Polonia Bydgoszcz | 17     |
| 4    | Stal Rzeszów      | 9      |

| Poz. | Klub              | Punkty |
| ---- | ----------------- | ------ |
| 1    | Stal Gorzów Wlkp. | 31     |
| 2    | ROW Rybnik        | 29     |
| 3-4  | Stal Rzeszów      | 18     |
| 3-4  | Polonia Bydgoszcz | 18     |

| Tabela Grupy I \| Poz. \| Klub \| Punkty \| \| ---- \| ----------------- \| ------ \| \| 1 \| ROW Rybnik \| 153 \| \| 2 \| Stal Gorzów Wlkp. \| 96 \| \| 3 \| Stal Rzeszów \| 69 \| \| 4 \| Polonia Bydgoszcz \| 61 \| |                   |        |
| Poz. | Klub              | Punkty |
| 1 | ROW Rybnik        | 153    |
| 2 | Stal Gorzów Wlkp. | 96     |
| 3 | Stal Rzeszów      | 69     |
| 4 | Polonia Bydgoszcz | 61     |

### Grupa II
| Poz. | Klub                     | Punkty |
| ---- | ------------------------ | ------ |
| 1    | Wybrzeże Gdańsk          | 38     |
| 2    | Śląsk Świętochłowice     | 36     |
| 3    | Sparta Wrocław           | 13     |
| 4    | Zgrzeblarki Zielona Góra | 9      |

| Poz. | Klub                     | Punkty |
| ---- | ------------------------ | ------ |
| 1    | Śląsk Świętochłowice     | 36     |
| 2    | Sparta Wrocław           | 29     |
| 3    | Wybrzeże Gdańsk          | 24     |
| 4    | Zgrzeblarki Zielona Góra | 7      |

| Poz. | Klub                     | Punkty |
| ---- | ------------------------ | ------ |
| 1    | Wybrzeże Gdańsk          | 30     |
| 2    | Śląsk Świętochłowice     | 29     |
| 3    | Sparta Wrocław           | 19     |
| 4    | Zgrzeblarki Zielona Góra | 17     |

| Poz. | Klub                     | Punkty |
| ---- | ------------------------ | ------ |
| 1    | Wybrzeże Gdańsk          | 43     |
| 2    | Śląsk Świętochłowice     | 22     |
| 3    | Sparta Wrocław           | 17     |
| 4    | Zgrzeblarki Zielona Góra | 12     |

| Tabela Grupy II \| Poz. \| Klub \| Punkty \| \| ---- \| ------------------------ \| ------ \| \| 1 \| Wybrzeże Gdańsk \| 135 \| \| 2 \| Śląsk Świętochłowice \| 123 \| \| 3 \| Sparta Wrocław \| 78 \| \| 4 \| Zgrzeblarki Zielona Góra \| 45 \| |                          |        |
| Poz. | Klub                     | Punkty |
| 1 | Wybrzeże Gdańsk          | 135    |
| 2 | Śląsk Świętochłowice     | 123    |
| 3 | Sparta Wrocław           | 78     |
| 4 | Zgrzeblarki Zielona Góra | 45     |

## Tabela końcowa
| Poz. | Klub                     |
| ---- | ------------------------ |
| 1    | ROW Rybnik               |
| 2    | Stal Gorzów Wlkp.        |
| 3    | Stal Rzeszów             |
| 4    | Polonia Bydgoszcz        |
| 5    | Wybrzeże Gdańsk          |
| 6    | Śląsk Świętochłowice     |
| 7    | Sparta Wrocław           |
| 8    | Zgrzeblarki Zielona Góra |